# Willem de Vos
Willem M. de Vos, né le 30 octobre 1954 à Apeldoorn (Pays-Bas), est un microbiologiste néerlandais.

## Travaux
Il a passé sa thèse de doctorat à l'université de Groningue.
Depuis 2007, il étudie les bactéries de la flore intestinale humaine en particulier les souches bactériennes qui ont un impact positif sur la santé dans un but thérapeutique,.

## Distinctions
Il a été lauréat du prix Spinoza en 2008.